# Sarah Frühauf

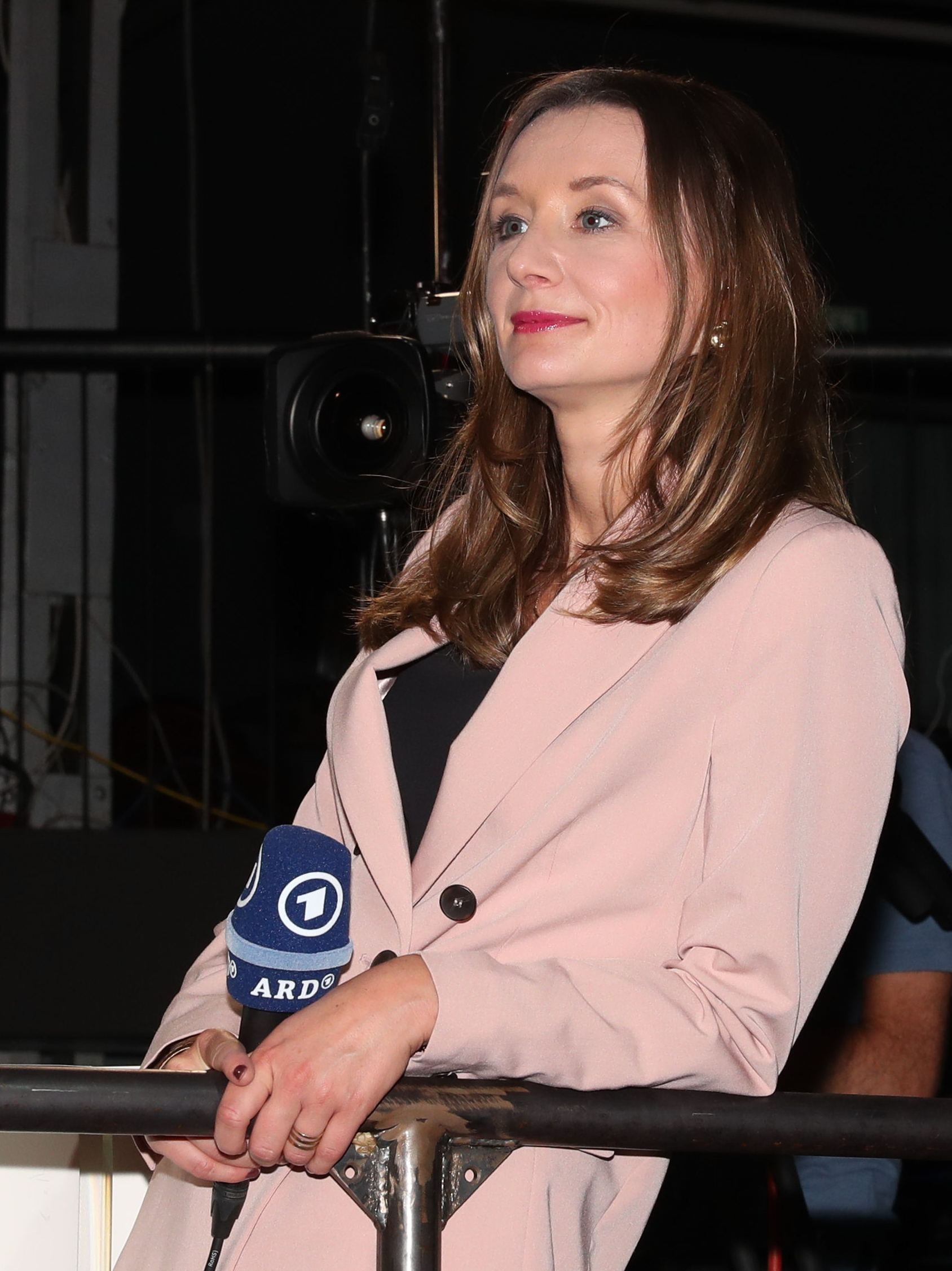
Sarah Frühauf (2021)

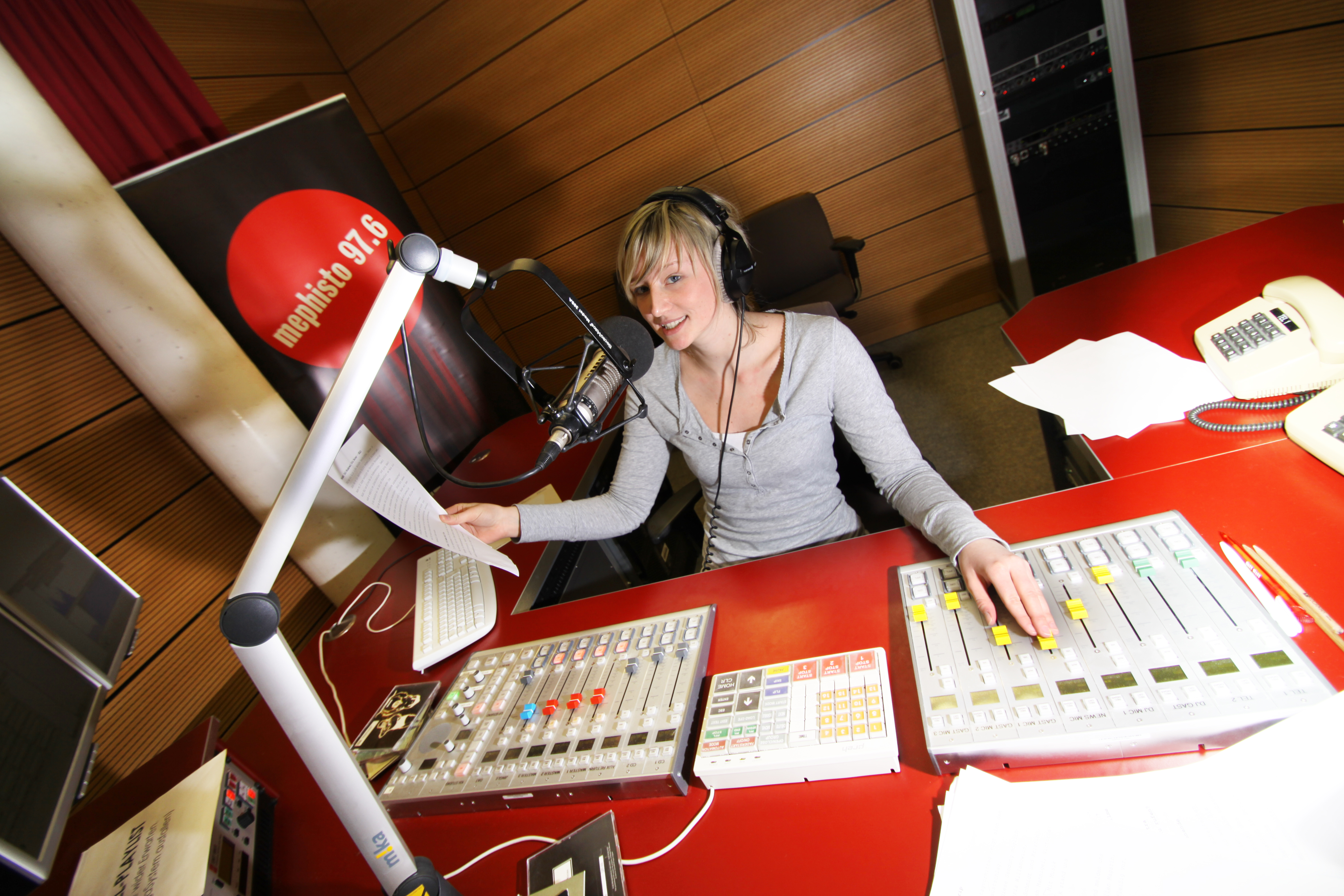
Sarah Frühauf (2011)

Sarah Frühauf ist eine deutsche Journalistin. Seit Mai 2025 ist sie Leiterin des Pressereferats im Bundesministerium des Innern und Sprecherin des Bundesinnenministers.

## Leben

### Studium
Sie absolvierte von 2007 bis 2010 ihr Bachelorstudium in Politikwissenschaft an der Universität Leipzig, gefolgt von einem Masterstudium in Journalistik an derselben Universität. 

### Berufliche Laufbahn
Nach ihrem Abschluss begann sie ihre Tätigkeit beim Mitteldeutschen Rundfunk (MDR) als Volontärin von März 2012 bis August 2013. Danach arbeitete sie als freiberufliche Reporterin für MDR aktuell von September 2013 bis Oktober 2020. Zusätzlich war sie als freiberufliche Nachrichtensprecherin für MDR JUMP tätig (März 2014 bis Januar 2018) und als Autorin in der MDR Kirchenredaktion (2015 bis 2020). Frühauf war ab 2015 u. a. in den Fachgebieten CDU/CSU, AfD und Die Linke/BSW als Autorin für den MDR tätig. Frühauf war als Reporterin bei MDR Aktuell und als Nachrichtensprecherin bei MDR Jump tätig. Ab Oktober 2020 war sie fest angestellt beim MDR als Berlin-Korrespondentin. 2025 wechselte sie im Zuge der Bildung des Kabinetts Merz in das  Bundesministerium des Innern, wo sie die Leitung des Pressereferats übernahm und in dieser Funktion auch als Sprecherin von Minister Alexander Dobrindt wurde.
Frühauf wohnt in Berlin.

### Publizistische Tätigkeiten
Frühauf berichtet für die Tagesschau und verfasst dabei Berichte und Analysen über die Fachgebiete CDU/CSU (Ltg.), AfD, Die Linke/BSW (stellv. Ltg.), Arbeit und Soziales, Wirtschaft, Bauen, Ernährung u. Landwirtschaft, Familie, Inneres, Justiz, Verteidigung.
Im Rahmen der Corona-Krise, der in Deutschland damit verbundenen steigenden Inzidenzzahlen und der Debatte um die Impfpflicht vertrat Frühauf als Kommentatorin in der Tagesschau ihre Ansicht, dass die Ungeimpften für einen drohenden neuen Lockdown verantwortlich seien, und stieß dabei vor allem auf Kritik aus dem rechten Parteispektrum. Einem offiziellen Instagram-Beitrag der AfD-Politikerin Beatrix von Storch nach zeigte von Storch Frühauf für ihren Meinungsbeitrag gemäß § 130 Volksverhetzung des Strafgesetzbuches (StGB) an. Weitere Informationen und der Verlauf dieser Anzeige sind nicht bekannt. Auf der Petitionsseite openPetition forderten über 1500 Personen „personelle Konsequenzen für die einseitige Hetze durch Sarah Frühauf“.